# 劉國瑞 (導演)
劉國瑞（ Kok Rui Lau，1990年—），定居香港的馬來西亞導演、編劇。

## 經歷
劉國瑞為馬來西亞華人，祖先來自福建，自小在麻坡成長，2008年到香港留學，在香港城市大學主修市場學，開始學習廣東話，大學畢業後在香港中文大學商學院擔任助教，後來發掘了對電影的興趣，開始從事影像創作，從導演張虹的「采風電影」紀錄片訓練班入行，先後師從導演袁劍偉及鄭保瑞。2015年，成為香港永久居民，後參加鮮浪潮比賽，拍攝第一部劇情短片《九號公路》。2018年拍攝第二部劇情短片《末路窮途》，聚焦于香港的巴基斯坦移民家庭。期間亦曾以職業編劇身份參與電視劇製作，如ViuTV的《身後事務所》《婚內情》等。
2022年，自編自導首部劇情長片《白日青春》，以南亞裔難民為題材，由資深演員黃秋生與南亞裔小演員林諾主演，一舉取得第59屆金馬獎最佳新導演、最佳原著劇本。擔演主角的黃秋生、林諾亦分別獲得第59屆金馬獎最佳男主角、第41屆香港電影金像獎最佳新演員獎項。

## 編導作品

### 長篇電影
- 2022年 劇情片《白日青春》（ The Sunny Side of the Street）（導演、編劇）

### 短篇電影
- 2017年 劇情片《九號公路》（ Let's Get Lost）（導演、編劇、攝影）
- 2018年 劇情片《末路窮途》（Have A Nice Day）（導演、編劇）
- 2019年 劇情片《夜更》（How High the Moon）（導演、編劇）
- 2019年 劇情片《寄居》（Rootless in the city）（導演）
- 2019年 紀錄片《海上的吉普赛人》（The Sea Gypsies）（導演）

### 電視劇集
- 2017年《閃婚100天》 （100 Days Of Love）（編劇）
- 2017年《身後事務所》（Afterlife Firm）（編劇）
- 2019年《婚內情》（Till Death Do Us Part）（導演、編劇）
- 2019年《娛樂風雲》（Showman's Show）（編劇）

## 獎項紀錄
| 年份   | 頒獎典禮             | 獎項                           | 影片         | 結果 |
| ------ | -------------------- | ------------------------------ | ------------ | ---- |
| 2022年 | 香港亞洲電影投資會   | 「電影培訓先導計劃」劇本服務獎 | 《白日青春》 | 獲獎 |
| 2022年 | 第59屆金馬獎         | 最佳劇情長片                   | 《白日青春》 | 提名 |
| 2022年 | 第59屆金馬獎         | 最佳新導演                     | 《白日青春》 | 獲獎 |
| 2022年 | 第59屆金馬獎         | 最佳原著劇本                   | 《白日青春》 | 獲獎 |
| 2023年 | 第41屆香港電影金像獎 | 新晉導演                       | 《白日青春》 | 提名 |
| 2023年 | 第41屆香港電影金像獎 | 最佳編劇                       | 《白日青春》 | 提名 |

## 外部連結
- 劉國瑞的Instagram帳戶
- 劉國瑞在互联网电影资料库（IMDb）上的資料（英文）
- 劉國瑞在豆瓣上的资料（简体中文）
- 劉國瑞在香港影庫上的簡介